# Річард Шаєр
Річард Шаєр (англ. Richard Schayer; 13 грудня 1880, Вашингтон — 13 березня 1956, Голлівуд) — американський сценарист. Він написав сценарії для більш ніж 100 фільмів між 1916 і 1956 роками. Народився у Вашингтоні, округ Колумбія, в сім'ї полковника Джорджа Фредеріка Шаєра і письменниці Джулії Шаєр. Він був одним з семи керівників студії, які працювали на Universal Pictures в золоту добу управління Леммлі. Помер Шаєр 13 березня 1956 року в Голлівуді, штат Каліфорнія.

## Фільмографія
- Полум'я пустелі / Flame of the Desert (1919)
- Жінка в кімнаті 13 / The Woman in Room 13 (1920)
- Малий Рамблін / The Ramblin' Kid (1923)
- Гак і драбина / Hook and Ladder (1924)
- Небезпечний флірт / The Dangerous Flirt (1924)
- Сьомий бандит / The Seventh Bandit (1926)
- Скажіть це морпіхам / Tell It to the Marines (1926)
- На бульварі Зі / On Ze Boulevard (1927)
- Через Сінгапур / Across to Singapore (1928)
- Актриса / The Actress (1928)
- Кінооператор / The Cameraman (1928)
- Безтурботний / Devil-May-Care (1929)
- Дикі орхідеї / Wild Orchids (1929)
- Шлюб на зло / Spite Marriage (1929)
- Алілуя! / Hallelujah! (1929)
- Задоволені діти / Children of Pleasure (1930)
- Холостий і безтурботний / Free and Easy (1930)
- Піхотинці / Doughboys (1930)
- Трейдер Хорн / Trader Horn (1931)
- Танцюйте, дурні, танцюйте / Dance, Fools, Dance (1931)
- Кабінет, спальня і ванна / Parlor, Bedroom and Bath (1931)
- Франкенштейн / Frankenstein (1931)
- Приватне життя / Private Lives (1931)
- Закон і порядок / Law and Order (1932)
- Мумія / The Mummy (1932)
- Диявольська лялька / The Devil-Doll (1936)
- Диявол у спідниці / The Devil Is a Sissy (1936)
- Північно-Західний прохід / Northwest Passage (1940)
- Рука мумії / The Mummy's Hand (1940)
- Чорна стріла / The Black Arrow (1948)
- Чорна магія / Black Magic (1949)
- Кім / Kim (1950)
- Лорна Дун / Lorna Doone (1951)
- Техаські рейнджери / The Texas Rangers (1951)
- Самотній стрілець / The Lone Gun (1954)
- Ланселот і Гвіневра / Lancelot and Guinevere (1963)
- Мумія / The Mummy (1999)